# Brasil Legal

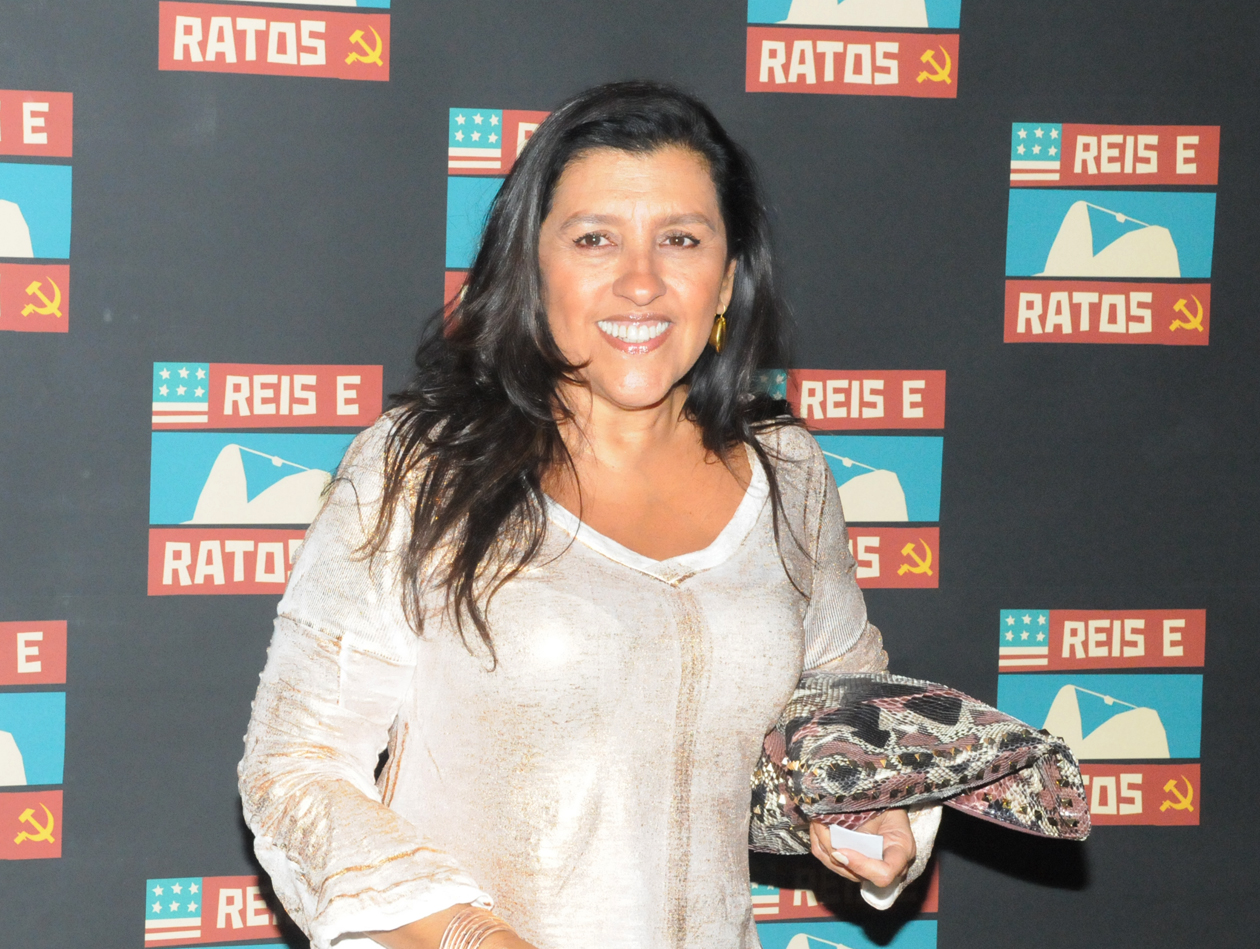
A apresentadora do Brasil Legal, Regina Casé.

Brasil Legal é um programa de televisão brasileiro produzido e exibido pela Rede Globo entre 16 de maio de 1995 e 16 de dezembro de 1997, tendo sido concebido a partir de um especial de fim de ano levado ao ar em 28 de dezembro de 1994. Apresentado por Regina Casé, enquanto ia ao ar tinha como foco mostrar de forma entretida – mas com um tom jornalístico, documental – histórias sobre interessantes pessoas e lugares do Brasil e, posteriormente, do mundo. Tinha ainda no programa Luiz Fernando Guimarães fazendo algumas entrevistas humoradas.

## Produção e Exibição
Permaneceu no ar por pouco mais de três anos, ia ao ar uma vez por mês na extinta faixa de espetáculos Terça Nobre; graças ao um especial de fim de ano de mesmo nome levado ao ar em 28 de dezembro de 1994; onde o programa-piloto abordou as diferentes festividades do país, estas relacionadas à cultura de cada região.
O primeiro episódio, ido ao ar em 16 de maio de 1995, passou-se em Nova Iorque e contou com a participação da atriz Sônia Braga. Foi realizada uma esquete de humor com a atriz e Regina Casé, da qual esta interpretava Gabriela – numa sátira ao papel que Sônia Braga fez em 1975, como a protagonista da primeira versão da telenovela Gabriela – e a atriz interpretava uma artista brasileira de grande renome. Após a brincadeira, as duas regressaram ao Brasil pois não recordavam-se mais do país em que nasceram, o que serviu de início ao episódio. No país, Regina Casé viajou a diferentes cidades e Estados, onde em cada local era entrevistado um notável daquele lugar.
Episódios de destaque foram levados ao ar em 1995; um em 13 de junho, onde Antônio Isaías Barbosa, ou simplesmente "Tom do Cajueiro", foi apresentado por Regina Casé – Antônio Isaías, a época, ficou conhecido através do programa como um guia mirim turístico do Rio Grande do Norte; outro foi levado ao ar em 26 de dezembro de 1995, onde a pauta era estabelecer contato entre notáveis brasileiros, como a cantora Maria Bethânia e o rapper Gabriel, o Pensador; e notáveis lusitanos, como a atriz e cantora Amália Rodrigues e ao também rapper General D.
A partir de 1996, gravações internacionais passaram à pauta do programa, do qual teve início uma série de reportagens dedicados aos cearenses que residiam no interior. Londres, Nova Iorque, Paris, Sydney e outras cidades internacionais também serviam como cenário a outras reportagens, cujas pautas eram focadas no reencontro entre pessoas localizadas em diferentes lugares; assim foi até o fim daquela temporada, em 16 de dezembro de 1997.
Em 1998, foi proposto uma nova temporada da atração, desta vez com seis episódios temáticos e exibidos em datas especiais ao longo daquele ano, mas apenas o primeiro foi exibido em 26 de abril, tendo a descoberta do Brasil como tema; logo após, foi cancelado. Ainda naquele ano, o Brasil Legal serviu como base à criação de Histórias do Brasil Legal, série educativa exibida pelo Canal Futura.